# MEKA
O MEKA é um emulador desenvolvido para jogos da plataforma Sega Master System. Ele também emula SG-1000, SC-3000, SF-7000, Sega Mark III, Sega Game Gear, ColecoVision e Othello Multivision. Ele possui suporte para imagens de ROM em formato ZIP, pode salvar screenshots no formato PNG e pode criar arquivos de salvamento para o Master System e Game Gear.